# Стендовая стрельба
Сте́ндовая стрельба́ — один из подвидов стрелкового спорта.
Соревнования по стендовой стрельбе проводятся на открытых стрельбищах. Стрельба ведётся из гладкоствольных ружей дробовыми зарядами по специальным мишеням-«тарелочкам», которые летят со скоростью 20 метров в секунду. При попадании даже нескольких дробин в «тарелочку», она разбивается, а если выстрел произведён с расстояния до 20 метров, то может быть достаточно и одной дробины. Мишени делаются из смеси битумного пека (компонент, используемый для производства асфальтобетона) и цемента и выбрасываются в воздух с помощью специальной машины. В настоящее время разрабатывается и внедряется экологическая технология производства мишеней, исключающая использование компонентов, наносящих вред окружающей среде. Для стрельбы обычно используют вертикальную двустволку с небольшим чоком, шире для круглого стенда, и у́же для траншейного.

## История
Корни стендовой стрельбы лежат в соревнованиях охотников, которые стреляли по птицам из охотничьих ружей. Такие соревнования проходили в Европе (в первую очередь в Англии) уже в Средние века. В конце XIX — начале XX веков, в том числе и на нескольких первых Олимпийских играх, стрелки вели огонь по подбрасываемым в воздух живым голубям. Затем голубей сменили «тарелочки». Первый в Российской империи специальный стенд для стрельбы был оборудован в 1887 году в Санкт-Петербурге на Крестовском острове.
Стендовая стрельба входит в программу Олимпийских игр и является одной из старейших олимпийских дисциплин. Впервые медали в стендовой стрельбе были разыграны на II Олимпийских играх в Париже в 1900 году и с тех пор стендовая стрельба входила в программу всех Игр, за исключением 1904 и 1936 годов. С 1996 года соревнования мужчин и женщин проводятся раздельно. Чемпионаты мира по стендовой стрельбе проходят с 1935 года. Все соревнования проходят под эгидой Международной федерации спортивной стрельбы (ISSF).

## Стендовая стрельба на Олимпийских играх
В олимпийскую программу входят соревнования в двух дисциплинах — круглом стенде (или скит), траншейном стенде (или трап).
На круглом стенде, перемещаясь от одного стрелкового места к другому (всего 8 стрелковых мест), меняя угол стрельбы относительно траекторий вылетающих мишеней, участник ведёт огонь по «тарелочкам», летящим навстречу друг другу из помещений («вышки» — слева, за спиной первого номера и «будки» — справа, за спиной седьмого номера). Вылет мишеней происходит на разной высоте. Кроме этого, круглый стенд отличается от остальных упражнений задержкой (до трёх секунд) вылета мишени после команды стрелка.
На траншейном стенде спортсмен стреляет по тарелочкам, выбрасываемым из траншеи в случайном направлении (налево, направо или прямо. До момента вылета стрелок не может знать, куда полетит мишень); дубль-трап проводится как и соревнования на траншейном стенде, за исключением того, что «тарелочки» выбрасываются попарно, а стрельба ведётся дуплетом. В упражнении дубль-трап с 2004 года также введена задержка (до одной секунды) мишени после команды стрелка.
Траншейный стенд вошёл в программу Игр в 1900 году для мужчин и в 2000 году для женщин, круглый — в 1968 году для мужчин и в 2000 году для женщин.
Соревнования во всех трёх олимпийских дисциплинах проходят по одному регламенту. В ходе предварительных соревнований определяется шестёрка финалистов, которая в финале определяет чемпиона и призёров. Результаты финала и предварительных соревнований суммируются. В случае если в итоге 2 и более спортсмена набирают одинаковое количество очков, производится перестрелка между ними по одному выстрелу вплоть до определения победителя. Для повышения зрительского интереса и для снижения вероятности судейской ошибки стрельба в финале ведётся по особым «тарелочкам», которые при попадании выбрасывают в воздух облако ярко окрашенного (как правило, красного, реже — жёлтого) порошка.

## Термины
В стендовой стрельбе употребляются несколько специфических для данного вида спорта терминов:
- Угонная мишень — мишень, имеющая направление своего полёта «от стрелка».
- Встречная мишень — мишень, имеющая направление своего полёта «к стрелку».
- Левая, прямая, правая мишень — мишени, вылетающие из машинок соответственно влево, в угон, и вправо от стрелка.
- Рваная мишень — мишень, разрушившаяся при выпуске из метательной машинки.
- Мишень в «дым» — такое поражение мишени дробовым зарядом, при котором от «тарелочки» остаётся только облако чёрного «дыма», представляющего собой осколки мишени, разбитые в мельчайшую пыль. Такое явление характерно для стрельбы на восьмом номере круглого стенда.
- Дублет — мишени, подаваемые одновременно, летящие навстречу друг другу (круглый стенд) и параллельно (дубль-трап).
- Таймер — автоматическая задержка (до трёх секунд) вылета мишени, после команды стрелка на круглом стенде.
- Движение корпусом — понятие включает в себя систему «стрелок-оружие», в которой происходит одновременное вращение корпуса стрелка (бедра, туловище, плечи, руки держащие оружие, голова) вокруг своей оси. Это вращение обеспечивается за счёт активной работы мышц спины. Работа корпусом (сравните «работа руками») представляет собой основную сложность среди начинающих стендовых стрелков.
- Упреждение (отход от мишени) — расстояние на траектории мишени, на которое надо опередить мишень при выстреле, чтобы после вылета дроби из ствола, с учётом расстояния до мишени, скорости полёта мишени и дроби можно было гарантировать поражение «тарелочки». Упреждения зависят от скорости полёта мишени, расстояния до неё, скорости полёта дроби, скорости ветра, влажности и угловой скорости ружья в момент выстрела.
- Мёртвая зона — расстояние, пролетаемое мишенью с момента пуска до первой реакции на неё стрелка. Зависит преимущественно от индивидуальных психофизиологических особенностей (простая моторная реакция) спортсмена. Подбирается стрелком индивидуально, с учётом влияния погодных, технических условий, а также собственного функционального состояния.
- Осыпь дроби — хаотичное распределение дроби после покидания зарядом стволов и до потери им убойной силы. Различаются равномерная и неравномерная осыпи дроби, которые определяются при стрельбе с расстояния 35 метров, по бумажной пристрелочной мишени с нанесёнными секторами, для подсчёта количества дроби на каждый сектор.
- Поводка — движение блока стволов относительно траектории воображаемой, тренировочной или реальной мишени с целью выработки тренировочного навыка для её поражения.
- Обработка мишени — строгая последовательность действий, включающая в себя (на кругу и в спортинге) восприятие мишени, вскидку, поводку, выход на упреждение, выстрел с сохранением набранной ружьём угловой скорости. При стрельбе из траншеи вскидка исключается по естественным причинам.